# لوكهيد إم كيو إم-105 أكويلا
لوكهيد إم كيو إم-105 أكويلا (Lockheed MQM-105 Aquila) هي أول طائرة صغيرة مقاتلة من دون طيار طورت في الولايات المتحدة خلال سبعينيات القرن العشرين كمقاتلة هدف تعمل للجيش الأمريكي.
اطلقت أول أكويلا هيدروليكيا منجنيق محمول على شاحنة. وتم التقاطها هيدولكيا أيضا بواسطة نظام استرداد شبكي بنتها شركة دورنير، وتألفت من شبكة عمودية ربطت على عامود بشكل h مقلوبة ليلتقط الطائرة وهي في الهواء. كان هذا أيضا محمولة على شاحنة. 

## المواصفات
الخصائص العامة
- طول: 38 قدم 1 بوصة (11.6 م)
- باع الجناح: 9 قدم 10 بوصة (3 م)
- ارتفاع: 6 قدم 11 بوصة (2.1 م)
- الوزن الإجمالي: 7,937 رطل (3,600 كـغ)
- محركات: 1 × Marquardt XRJ43-MA محرك نفاث تضاغطي (Sustainer)
- محركات: 2 × Thiokol XM45 (5KS50000) صاروخ ذو وقود صلبs, 50,000 رطلق (222 كـن) thrust  الواحد for 5s (Boosters)

أداء
- السرعة القصوى: Mach 4.3
- مدى: 113 nmi؛ 130 ميل (210 كـم)
- سقف الخدمة: 98,000 قدم (30,000 م)